# Hamburg Stealers
Der Baseballclub Hamburg Stealers e. V., bekannt als Hamburg Stealers, ist ein Baseballverein aus Hamburg. Die erste Herrenmannschaft spielt in der Baseball-Bundesliga (Stand 2023), die das Team im Jahr 2000 für sich entscheiden konnte. Weitere Teams im Herrenbereich der Hamburg Stealers spielen in der 2. Baseball-Bundesliga, sowie in Landesverbandsligen (Stand 2023). Weitere Mannschaften im Bereich der Junioren U-18, Jugend U-15, Schüler U-12 sowie Tee-Baller vervollständigen das Breiten- und Leistungssportangebot für Athleten von 5-60+ Jahre.

## Geschichte
Die Geschichte des Vereins begann unter dem Namen Lokstedt Stealers im Jahr 1985. Nach seiner Gründung stieg das Team jede Saison in die nächsthöhere Spielklasse auf, bis es im Jahr 1991 die Baseball-Bundesliga erreichte.

### Saison 1993 bis 1996
In den Jahren von 1993 bis 1996 wurde das Team jedes Mal Baseball-Bundesliga Nord Meister.

### Saison 1995
Im Jahr 1995 wurde das Team Deutscher Vizemeister. Im Finale der Saison 1995 verlor es mit 1:2 Spielen gegen die Trier Cardinals.
|  | Finale 1. BL |                   |    |   |   |  |  |
|  |              |                   |    |   |   |  |  |
|  | N1           | Lokstedt Stealers | 2  | 5 | 3 |  |  |
|  | S1           | Trier Cardinals   | 11 | 0 | 4 |  |  |

### Saison 1997
Im Jahr 1997 wurde das Team ein zweites Mal Deutscher Vizemeister. In der Saison 1997 wurde es in der regulären Saison Nord-Meister. Allerdings unterlag es im Finale der Saison 1997 mit 1:2 Spielen gegen die Mannheim Tornados.
|  | Finale 1. BL |                   |   |    |    |  |  |
|  |              |                   |   |    |    |  |  |
|  | N3           | Lokstedt Stealers | 4 | 9  | 4  |  |  |
|  | S1           | Mannheim Tornados | 3 | 10 | 14 |  |  |

### Saison 2000
Die Spielzeit 2000 war die bislang erfolgreichste der Stealers. Die reguläre Saison beendete das Team mit vier Spielen Rückstand auf die Köln Dodgers als zweiter und konnte sich im Halbfinale mit 2:0 Siegen gegen die Mainz Athletics durchsetzen. Im Finale gegen die Dodgers gelangen ebenfalls zwei Siege, so dass die Stealers ihre erste Meisterschaft feiern konnten. Auch der Deutsche und Europäische Pokalwettbewerb wurde vom Team aus Hamburg gewonnen.
Die Stealers sind das einzige deutsche Team, welches den "Triple" im Baseball schaffen konnte.
|  | Finale 1. BL |                   |   |   |  |
|  |              |                   |   |   |  |
|  | N2           | Lokstedt Stealers | 7 | 5 |  |
|  | N1           | Köln Dodgers      | 5 | 1 |  |
|  |              |                   |   |   |  |

|  | Finale DBV-Pokal |                   |    |  |  |
|  |                  |                   |    |  |  |
|  | N                | Lokstedt Stealers | 12 |  |  |
|  | S                | Mainz Athletics   | 2  |  |  |
|  |                  |                   |    |  |  |

### Saison 2002
Zwei Jahre später stieg das Team in die 2. Baseball-Bundesliga ab, kam aber nach nur einer Spielzeit im Unterhaus zurück in die höchste Spielklasse.

## Beitritt zum HSV
Zur Saison 2006 schlossen sich die Lokstedt Stealers dem Hamburger SV an und traten anschließend unter dem Namen HSV Stealers an.

## Gründung des Baseballclub Hamburg Stealers e. V.
Im November 2014 gliederte sich die Baseballabteilung aus dem HSV aus und gründete den Baseballclub Hamburg Stealers e. V.

## Ballpark
Die Bundesligaspiele werden im Baseballpark Langenhorst in Hamburg-Niendorf hinter dem Trainingsgelände des FC St. Pauli ausgetragen. Dieser fasst 1200 Zuschauer, davon 500 Sitzplätze.
Seit 2014 verfügt der Baseballpark Langenhorst über ein Clubhouse. Es umfasst zwei Umkleidekabinen, Umpire-Umkleide, Terrasse, zwei Büros (jeweils für die Hamburg Stealers und die Hamburg Knights) und Räume für Catering und Merchandising.

## Trikots

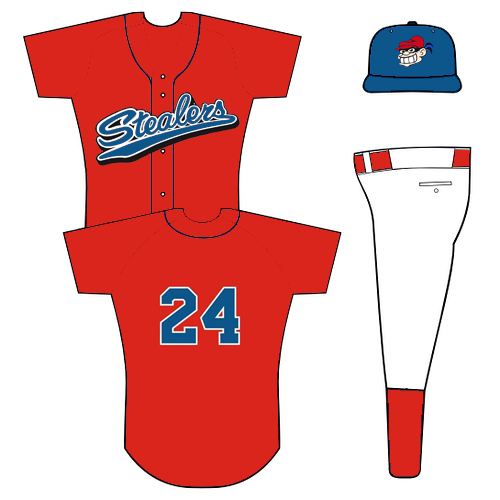
Team Jersey der Stealers 1 & 2
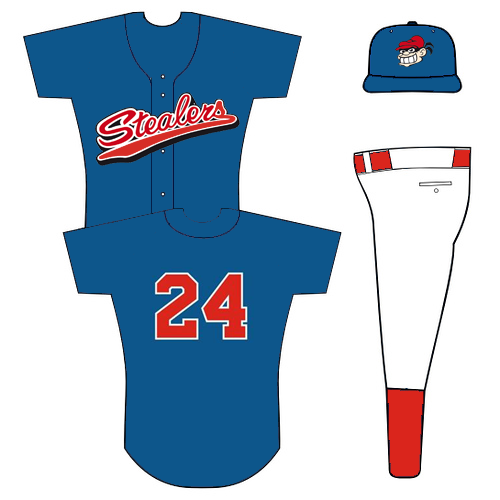
Team Jersey der Stealers 3 und darunter

## Stealers TV
Mit der Saison 2019 sind die Heimspiele live auf Facebook und Youtube zu sehen. Entstanden ist das Projekt durch die Vereinsmitglieder Jens Hawlitzky, Frank Foerster, Björn Buhay. Die Spiele werden dabei live durch zwei Kommentatoren begleitet und aus drei Kamerapositionen gezeigt (First Base, Centerfield, Third Base). Seit der Saison 2024 wird mit sechs Kameras übertragen. Eine Backstop Kamera gibt es auch schon mehrere Jahre. Ganz neu ist eine Onfield Kamera sowie eine Dachkamera. Es wurden auch Spiele bei Hamburg 1 im Fernsehen übertragen.
Die Planung für den Live-Stream begann im Jahr 2018. Dezember 2018 wurde für die Kameras ein Crowdfunding über Portal Fairplaid gestartet, welches Erfolgreich zum Abschluss gebracht werden konnte. Im Frühjahr 2019 begannen die Vorbereitungen mit dem Ausbau der Glasfaserleitungen im Ballpark Langenhorst. Mit der Saisoneröffnung 2019 und dem ersten Spiel der 1. Herrenmannschaft wurde am 31. März 2019 die ersten beiden Bundesligaheimspiele gegen den amtierenden deutschen Meister Bonn Capitals auf Facebook live ausgestrahlt.

## Platzierungen der letzten Jahre
| Baseball-Bundesliga Nord 2008–2016 |     |     |     |     |     |     |     |     |            |
| Jahr                               | 1.  | 2.  | 3.  | 4.  | 5.  | 6.  | 7.  | 8.  | Play-offs* |
| 2008                               | SOL | PAD | COC | DOW | BON | HHS | HRG | KNK |            |
| 2009                               | SOL | PAD | DOW | HHS | COC | BON | PUL | -   | PO VF      |
| 2010                               | SOL | PAD | BON | HHS | DWF | PUL | DOW | COC | PO VF      |
| 2011                               | PAD | SOL | BON | DOW | HHS | DWF | PUL | BES |            |
| 2012                               | PAD | SOL | BON | HHS | DOW | COC | DWF | BES | PO VF      |
| 2013                               | SOL | BON | PAD | HHS | DWF | COC | DOW | BES | PO VF      |
| 2014                               | SOL | BON | PAD | HHS | DWF | COC | DOW | -   | PO VF      |
| 2015                               | BON | SOL | PAD | HHS | DOW | COC | HRG | -   | PO VF      |
| 2016                               | BON | SOL | HHS | PAD | HRG | COC | DOW | -   | PO VF      |
| 2017                               | BON | DWF | SOL | PAD | HHS | DOW | COC | -   |            |
| 2018                               | BON | PAD | SOL | DWF | HHS | COC | BEF | BRD |            |
| 2019                               | SOL | PAD | BON | DWF | HHS | COC | BRD | WEV |            |

* Erreichte Runde in den Play-offs

## Liga-Betrieb
| Mannschaft | Liga                      |
| 1. Herren  | 1. Bundesliga Gruppe Nord |
| 2. Herren  | 2. Bundesliga Nord        |
| 3. Herren  | HBV/SHBV Verbandsliga     |
| 4. Herren  | HBV/SHBV Bezirksliga      |
| Junioren   | HBV/SHBV Junioren Liga    |
| Jugend     | HBV/SHBV Jugend Liga 1    |
| Schüler    | HBV/SHBV Schüler Liga 1   |
| T-Ball     |                           |